# Dinosaur King
Dinosaur King (jap. 古代王者恐竜キング, Kodai Ōja Kyōryū Kingu, dt. etwa: „antiker Herrscher/Meister Dinosaurierkönig“) ist ein Sammelkartenspiel der Firma Sega. Das Spiel wurde auch als Nintendo-DS-Version umgesetzt. Zum Spiel wurde eine Anime-Fernsehserie unter dem Titel Dinosaur King (古代王者恐竜キング Dキッズ・アドベンチャー, Kodai Ōja Kyōryū King: D-Kidz Adventure) produziert.

## Spiel
Das Spiel Dinosaur King wurde 2005 von der Firma Sega entwickelt und als JAMMA auf den Markt gebracht. Das Spiel wurde auch auf Englisch veröffentlicht. Die Nintendo-DS-Version erschien 2008 auch in Nordamerika und Europa.
Im Spiel werden Karten gesammelt, die mittels eines Strichcodes in Spielautomaten eingescannt werden können. Dann kann der Spieler mit seinem Dinosaurier gegen andere antreten. Dabei gibt es vier verschiedene Arten von Karten.
Die Dinosaur Cards repräsentieren den Dinosaurier des Spielers und werden zuerst eingescannt. Dabei gibt es Karten mit verschiedenen Eigenschaften und Kampfkraft. Jede dieser Karten lässt sich einem Typ zuordnen, so dem Angriffstyp oder dem Jägertyp.
Move Cards ermöglichen es nach dem Scannen, Kampftechniken und Bewegungen einzusetzen. Mit Super Move Cards kann man seinem Dinosaurier Techniken beibringen. Character Cards ermöglichen es, Charaktere aus der Animeserie ins Spiel einzubringen, die einem dann helfen. Diese Karten sind nur in Japan erhältlich.

## Handlung
Dr. Kodai geht auf eine paläontologische Mission mit seinem Sohn, Ryūta Kodai, in Afrika. Rex Owen, Ryūtas bester Freund, nimmt ebenfalls daran teil, da sein Vater auf Reisen ist. Außerdem fahren Dr. Tatsuno, die Assistentin von Dr. Kodai, und ihre kleine Schwester Malm Tatsuno mit, die sich mit Ryūta und Rex anfreundet. Als Ryūta über einige magische Steinplatten mit Bildern von Dinosauriern stolpert, scheint es so, als würden die drei von den Dinosauriern zur Hilfe gerufen werden. Offenbar will eine böse Organisation, „Alpha Gang“ genannt, angeführt von Dr. Sonoida, die Dinosaurier verfolgen und für ihre eigenen boshaften Zwecke missbrauchen. Nun liegt es an Ryūta, Rex, und ihrer Freundin Malm um die Welt zu reisen und Dr. Sonoida und die Alpha Gang zu besiegen.

## Manga
Eine Manga-Adaption des Spiels von Yōhei Sakai erschien von Februar 2006 bis Oktober 2007 im Magazin Bessatsu CoroCoro Comic des Verlags Shōgakukan. Die Kapitel wurden auch in zwei Sammelbänden veröffentlicht. Eine englische Übersetzung kam bei Viz Media heraus.

## Animeserie
Zum Spiel wurde 2007 vom Studio Sunrise eine Animeserie produziert. Regie führte Katsuyoshi Yatabe. Die Serie wird seit dem 4. Februar 2007 auf TV Asahi ausgestrahlt. Am 8. September begann die Ausstrahlung auf dem US-amerikanischen Sender 4Kids. In Deutschland startete die Serie am 8. August 2008 auf dem deutschen Sender RTL II. Auch in Frankreich, Spanien, Italien, Lateinamerika und auf den Philippinen war die Serie im Fernsehen zu sehen. Die englische Fassung wurde später auch auf diversen Streaming-Plattformen veröffentlicht, darunter Hulu und 4kids TV.
Ab dem 3. Februar 2008 folgte die Ausstrahlung einer zweiten Staffel unter dem Titel Kodai Ōja Kyōryū King D-Kidz Adventure – Yokuryū Densetsu (古代王者 恐竜キング Dキッズアドベンチャー 翼竜伝説, Kodai Ōja Kyōryū Kingu D-Kizzu Adobenchā – Yokuryū Densetsu). Am 31. August lief auf TV-Asahi die letzte Folge von Dinosaur King.

### Synchronsprecher
| Rolle (jp./dt.)                   | Japanischer Sprecher (Seiyū) | Deutscher Sprecher |
| --------------------------------- | ---------------------------- | ------------------ |
| Ryūta Kodai/Max Taylor            | Megumi Matsumoto             | Ditte Schupp       |
| Rex Owen                          | Matsuri Mizuguchi            | Johannes Wolko     |
| Malm Tatsuno/Zoe Drake            | Tomoko Kobashi               | Shandra Schadt     |
| Dr. Kenryū Kodai/Dr. Spike Taylor | Naoya Uchida                 | Crock Krumbiegel   |
| Dr. Sonoida/Dr. Z                 | Tetsuo Goto                  |                    |
| Usarapa/Ursula                    | Misa Watanabe                |                    |
| Loa/Laura                         | Asuka Tanii                  | Elisabeth von Koch |

### Musik
Der Vorspanntitel der Serie ist Chiisa na Bokura no Ōki na Heart (小さな僕らの大きなハート, dt. etwa: „In uns Kleinen, schlägt ein großes Herz“) von Ichiko. Für den Abspann verwendete man das Lied Kyōryū Muscle (恐竜マッスル, dt. „Dinosaurier-Muskel“) von Hiromichi Satō.
Für die deutsche Fassung wurde ein neues Titellied produziert, welches auf der US-amerikanischen Fassung basiert. Produzent ist Andy Knote, als Sänger wurde Pat Lawson verpflichtet.